# Američka mafija
Američka mafija (engl. American Mafia), obično znana kao mafija, talijanska mafija, talijanska rulja (engl. Italian Mob) ili rulja u Sjedinjenim Državama, talijansko-američko kriminalno društvo. Nalik sicilijanskoj mafiji talijansko-američka mafija je tajno kriminalno društvo bez službenog imena. Njezini članovi obično je zovu cosa nostra (talijanski izgovor: [kɔza nɔstra], tal. naša stvar). Tisak je također skovao ime "Nacionalni kriminalni sindikat" da bi označio čitavu mrežu američkog organiziranog kriminala, uključujući mafiju.

## Više informacija
- konferencija u Atlantic Cityju
- čečenska mafija
- havanska konferencija
- židovska mafija
- ruska mafija
- srpska mafija
- komisija sicilijanske mafije
- kronologija organiziranog kriminala
- trijada ("kineska mafija")
- Unione corse ("korzikanska mafija")
- jakuza

## Vanjske poveznice
- Gangrule, povijest američke mafije
- terminologija talijanske mafije  Arhivirana inačica izvorne stranice od 25. siječnja 2010. (Wayback Machine)
- 26 originalnih obitelji američke mafije – AmericanMafia.com
- Mafia Today, dnevno ažurirani novinski portal o mafiji i vrelo o mafiji  Arhivirana inačica izvorne stranice od 24. travnja 2019. (Wayback Machine)